# بين براون (مدرب كرة سلة)
بين براون (بالإنجليزية: Ben Braun)‏ هو مدرب كرة سلة أمريكي، ولد في 25 نوفمبر 1953 في شيكاغو في الولايات المتحدة.

## روابط خارجية
- بن براون على موقع كلية كرة السلة في سبورتس رفرنس.كوم (الإنجليزية)